# یواس‌اس ال‌اس‌تی-۱۰۰۰
یواس‌اس ال‌اس‌تی-۱۰۰۰ (به انگلیسی: USS LST-1000) یک کشتی بود که طول آن ۳۲۸ فوت (۱۰۰ متر) بود. این کشتی در سال ۱۹۴۴ ساخته شد.